# Krzysztof Warlikowski

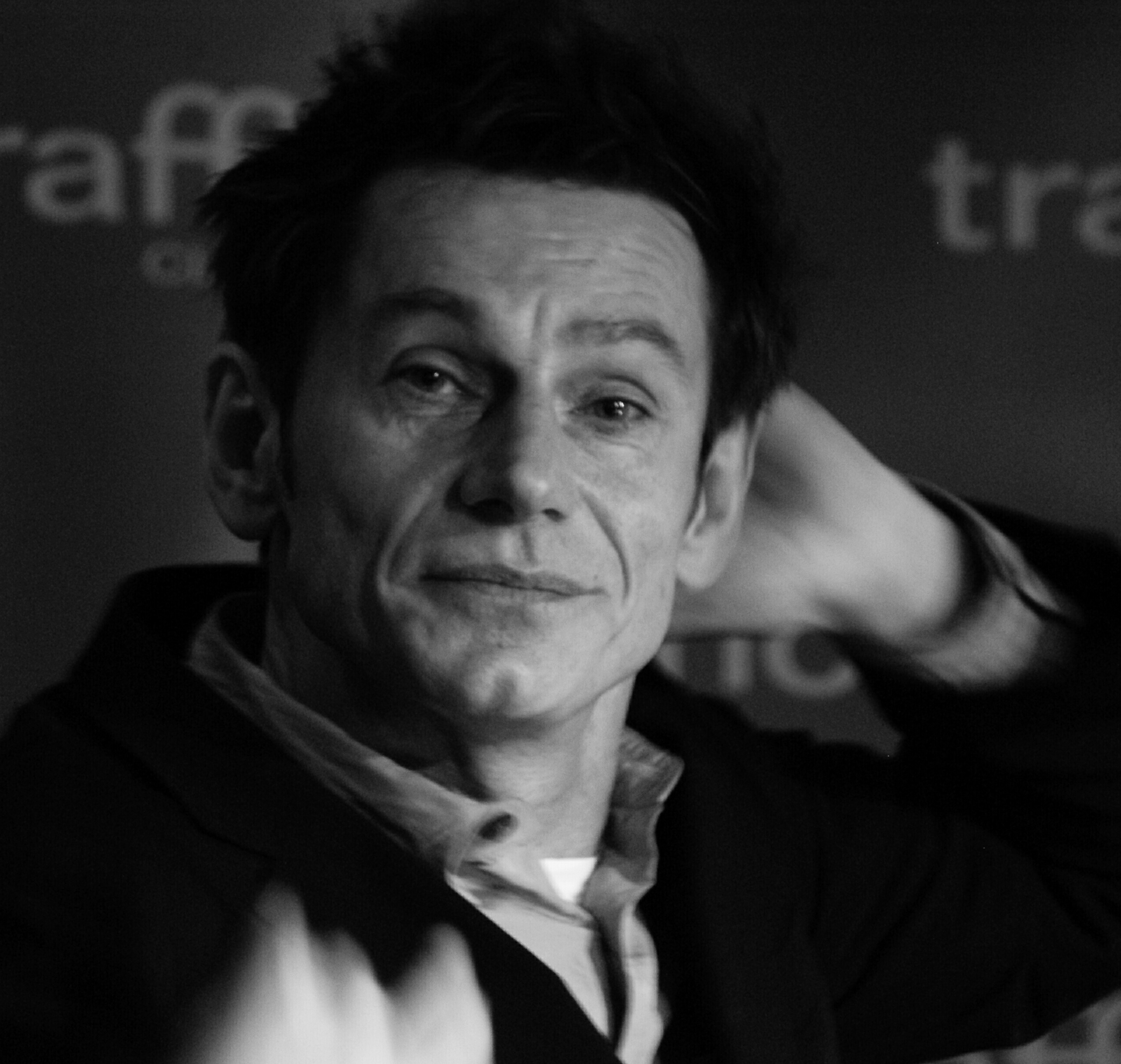
Krzysztof Warlikowski (2011)

Krzysztof Warlikowski (* 26. Mai 1962 in Stettin) ist ein polnischer Theaterregisseur. Er zählt zu den einflussreichsten Schauspiel- und Opernregisseuren Polens.

## Leben
Warlikowski studierte in Krakau Geschichte, Philosophie und Theaterwissenschaft. Hinzu kam ein Studienaufenthalt in Paris. Danach begann er an der Staatlichen Schauspielakademie in Krakau ein Regiestudium und lernte bei dem polnischen Regisseur Krystian Lupa, der durch seine Thomas-Bernhard-Interpretationen auch international bekannt wurde. Warlikowski bekam die Gelegenheit, bei europäischen Regie-Ikonen wie Peter Brook, Ingmar Bergman oder Giorgio Strehler zu assistieren. An Strehlers Piccolo Teatro di Milano inszenierte er Perikles.
Warlikowski arbeitet in Warschau am Teatr Rozmaitości, das mit seinen Inszenierungen junger europäischer Autoren wie Sarah Kane für Furore sorgt und zu den beliebtesten Theatern Polens gehört. Außerhalb Polens arbeitete er am Théâtre des Bouffes du Nord in Paris sowie an den Theatern in Nizza, Tel Aviv, Zagreb, Bonn, Amsterdam, Brüssel. In Deutschland arbeitete er u. a. am Staatstheater Stuttgart, an der Bayerischen Staatsoper, am Hebbel-Theater und im Haus der Berliner Festspiele.
International machte er u. a. mit Gesäubert von Sarah Kane, 2003 mit Shakespeares Der Sturm und im selben Jahr mit dem jüdischen Drama Der Dybbuk nach An-ski (Schlomo Rappoport) und Hanna Krall von sich reden. Seine Inszenierungen sind auf den wichtigsten europäischen Festivals zu sehen.
Warlikowski ist, ungeachtet seiner Homosexualität,  mit der Bühnen- und Kostümbildnerin Małgorzata Szczęśniak verheiratet. Beide arbeiten auch beruflich eng zusammen und realisierten viele Theaterproduktionen gemeinsam.
2021 wurde Warlikowski in der Theatersparte der Biennale di Venezia mit dem Goldenen Löwen für sein Lebenswerk geehrt.

## Inszenierungen (Auswahl)
- 1992 – Auto da fe von Elias Canetti an der Schauspielschule Krakau
- 1994 – Der Kaufmann von Venedig von William Shakespeare am Theater in Toruń
- 1995 – Roberto Zucco von Bernard-Marie Koltès am Neuen Theater Posen
- 1997 – Elektra von Sophokles am Dramatischen Theater Warschau
- 1998 – Perikles, Prinz von Tyrus von William Shakespeare am Piccolo-Theater Mailand
- 1998 – Westküste von Bernard-Marie Koltès am Theater Gavela Zagreb
- 1999 – Was ihr wollt von William Shakespeare am Staatstheater Stuttgart
- 1999 – Hamlet von William Shakespeare am Teatr Rozmaitości Warschau
- 2000 – Der Sturm von William Shakespeare am Staatstheater Stuttgart
- 2000 – Don Carlos von Giuseppe Verdi am Teatr Wielki Warschau
- 2001 – Die Bakchen von Euripides am Teatr Rozmaitości Warschau
- 2002 – Auf der Suche nach der verlorenen Zeit von Marcel Proust am Schauspiel Bonn
- 2003 – Ein Sommernachtstraum von William Shakespeare am Nationaltheater Nizza
- 2003 – Ubu Rex, Oper von Krzysztof Penderecki am Teatr Wielki Warschau
- 2003 – Der Dybuk von Salomon Anski und Hanna Krall am Teatr Rozmaitości Warschau

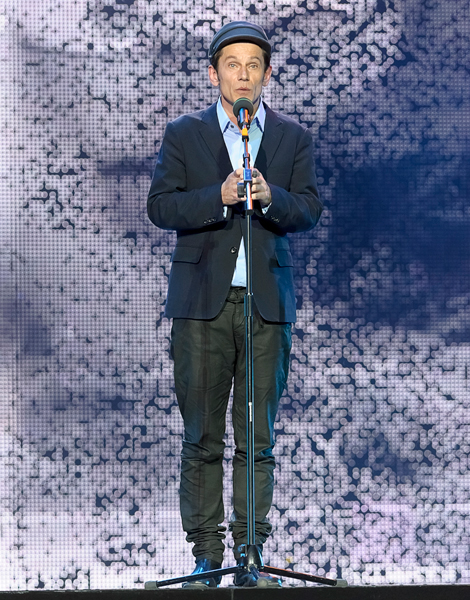
Warlikowski 2012 als Gewinner der Goldenen Maske in Moskau, wo er für seine Inszenierung von (A)Pollonia mit dem Spezialpreis der Jury ausgezeichnet wurde.

- 2004 – Macbeth von William Shakespeare am Schauspielhaus Hannover
- 2006 – Iphigénie en Tauride von Christoph Willibald Gluck am Palais Garnier
- 2007 – Angels in America von Tony Kushner am Teatr Rozmaitości Warschau
- 2007 – Več Makropulos von Leoš Janáček an der Opéra Bastille
- 2007 – Eugen Onegin von Peter Illitsch Tschaikowsky an der Bayerischen Staatsoper
- 2008 – Parsifal von Richard Wagner an der Opéra Bastille
- 2008 – Médée von Luigi Cherubini an der Oper Théâtre Royal de la Monnaie Brüssel
- 2009 – (A)pollonia, erste Produktion am Nowy Teatr Warschau
- 2009 – Król Roger von Karol Szymanowski an der Opéra Bastille
- 2010 – Un Tramway, Schauspiel nach A Streetcar named Desire von Tennessee Williams (ins Französische übersetzt von Wajdi Mouawad) am Théatre de l’Odéon Paris
- 2010 – Macbeth von Giuseppe Verdi am Théâtre Royal de la Monnaie Brüssel
- 2010 – Koniec, Textcollage aus Kafka, Bernard-Marie Koltès und J. M. Coetzee am Dramatischen Theater Warschau
- 2013 – Die Frau ohne Schatten von Richard Strauss an der Bayerischen Staatsoper
- 2013 – Kabaret Warszawski am Nowy Teatr Warschau
- 2014 – Alceste von Christoph Willibald Gluck am Teatro Real
- 2014 – Don Giovanni von Wolfgang Amadeus Mozart am Théâtre Royal de la Monnaie Brüssel
- 2017 – Die Gezeichneten von Franz Schreker an der Bayerischen Staatsoper München
- 2019 – Salome von Richard Strauss an der Bayerischen Staatsoper München
- 2019 – Hoffmanns Erzählungen von Jacques Offenbach am Brüsseler Opernhaus La Monnaie[4]

## Zitat
„Das Theater ist eine Insel in einem Meer von Angst. Früher gab es Altäre, auf denen Tiere und manchmal auch Menschen geschlachtet wurden gegen die Angst. Heute haben wir das Theater, um die Angst auszusprechen und gemeinsam zu überwinden.“